# Tempo di accesso
Il tempo di accesso è l'intervallo di tempo intercorrente tra l'istante (t0) in cui l'unità centrale di un elaboratore elettronico effettua una richiesta a un'unità periferica e l'istante (t1) in cui tale richiesta viene evasa e, nel caso di richiesta di dati, l'istante in cui tali dati si rendono disponibili. È anche chiamato ritardo di tempo o tempo di latenza.

## Tipi di accesso
- In un sistema di telecomunicazioni, il tempo di accesso è il tempo che intercorre tra l'inizio di un tentativo di accesso ed il tempo rilevato alla risposta, Vengono considerati solo i valori risultanti dai tentativi di accesso aventi riposte positive (andati a buon fine).
- In un calcolatore, è l'intervallo di tempo tra l'istante in cui una unità di controllo preposta ad elaborare istruzioni invia una richiesta di dati o di memorizzazione degli stessi, ed il momento in cui tale unità ottiene o memorizza i dati.
- In unità a disco, il tempo di accesso al disco è il tempo totale necessario affinché un'unità di elaborazione recuperi i dati archiviati su dispositivo di memorizzazione di massa quale un disco rigido. Per i dischi rigidi, il tempo di accesso al disco è determinato dal tempo di posizionamento sommato al ritardo di rotazione.
  - Tempo di posizionamento - è il tempo necessario alla testina presente nel disco rigido affinché raggiunga il cilindro desiderato.
  - Ritardo di rotazione - è il ritardo (medio) dovuto al posizionamento sul settore desiderato della testina di lettura/scrittura, in seguito alla rotazione del disco. Dipende anche dalla velocità di rotazione, misurata in giri al minuto (RPM).
  - Il tempo di trasferimento - il tempo intercorrente affinché i dati vengono effettivamente letti o scritti su disco, con una certa portata. (Throughput)